# Стежковой, Василий Викторович
Василий Викторович Стежковой (укр. Василь Вікторович Стежковий; 16 августа 1980, Одесса, Украинская ССР, СССР) — украинский футболист, защитник.

## Игровая карьера
Воспитанник СДЮСШОР «Черноморец» (Одесса). Первый тренер — И. В. Иваненко. Играть начинал в любительской команде «Сигнал» Одесса.
В 2000 году руководство одесского «Черноморца», находящегося под угрозой вылета из высшей лиги пошло на омоложение состава и впервые с 80-х годов XX века обратилось за талантами в чемпионат области. В числе приглашённых новичков были Николай Витвицкий, Богдан Смишко и Василий Стежковой. Дебют Стежкового в высшей лиге состоялся 29 апреля 2000 года в игре против «Таврии». Футболист, который летом 2003 года при Леониде Гайдаржи считался «одним из самых перспективных, но и универсальных исполнителей в обойме «Черноморца»», уже зимой 2004 года при Семёне Альтмане покинул клуб, не доработав контракт, рассчитанный до лета.
После ухода из «Черноморца», Стежковой пробовал трудоустроиться в харьковском «Металлисте», но продолжил карьеру в казахстанском «Таразе».

## Молодёжная сборная Украины
24 октября 2001 года сыграл 1 матч в футболке молодёжной сборной Украины против сверстников из Румынии.

## Студенческая сборная Украины
В составе студенческой сборной Украины принимал участие в XXII летней универсиаде, которая проходила в 2003 году в Тэгу (Южная Корея). Украинская футбольная команда заняла итоговое 11 место. В матче со сборной Ирландии Василий Стежковой стал вторым после Андрея Ерохина одесситом, отличившимся голом на всемирном студенческом форуме.